# بلک‌برن بیگل
بلک‌برن بیگل (به انگلیسی: Blackburn_Beagle) یک هواگرد ملخ‌پیشین تک‌موتوره از نوع بمب‌افکن و اژدرافکن ساخت شرکت هواگردسازی بلک‌برن است. هواگرد بلک‌برن بیگل نخستین پروازش را در ۱۸ فوریه ۱۹۲۸ میلادی انجام داد. در مجموع، تعداد ۱ فروند از این هواگرد ساخته شده‌است.
طراح این هواگرد، G.E. Petty بود.